# Cristian Campestrini
Cristian Daniel Campestrini Ciladi (San Nicolás de los Arroyos, Buenos Aires, Argentina; 16 de junio de 1980) es un futbolista argentino. Se desempeña como arquero en Universidad de Concepción de la Primera B de Chile

## Trayectoria
Comenzó jugando en las filas de Rosario Central, en la temporada 1999-02, para luego pasar la temporada siguiente al Argentino de Rosario. Más tarde jugó en la B Nacional para el Ferro Carril Oeste.
En la temporada 2004-05 fue arquero titular de Club Atlético Tigre de Victoria, equipo con el que se consagró campeón en la B metropolitana para ascender a la B Nacional. Luego de su paso por Tigre es transferido a Almirante Brown, club del cual es hincha, donde fue campeón una vez más de la B metropolitana y logró su 2º ascenso. En 2008 llegó a Arsenal de Sarandí en el que debutó en la Recopa Sudamericana 2008 frente a Boca Juniors en un partido en el que entra por el lesionado Mario Cuenca. En este equipo, llegó a coincidir con su conciudadano Martín Nervo, con quien compartió gran parte de su estadía en el club.
El 24 de junio de 2012, se consagra campeón del torneo clausura Argentino con Arsenal de Sarandí, siendo él, el encargado de alzar la copa frente a los simpatizantes y ganando con el equipo del viaducto en ese mismo año la Supercopa Argentina frente a Boca Juniors, por penales, atajando en la serie definitiva 3 penales y convirtiéndose en figura de la noche.
En noviembre de 2014, Campestrini se incorpora al Club Olimpia de Paraguay.
En 2015 abandono Paraguay para emigrar a México, con el C.F. Puebla de la Liga BBVA Bancomer MX.
Permaneció en México hasta 2017. En ese año tuvo ofertas de C.A. Vélez y estuvo muy cerca de acordar su incorporación a Huracán pero terminó regresando a su país natal para firmar con el Club Atlético Chacarita Juniors de la Primera División de Argentina. Por decisión propia, a fin de ese año se desvincula del equipo de San Martín tras no haber podido disputar minutos con la camiseta tricolor, y así en 2018, se terminaría sumando al Dorados de Sinaloa de la Liga de Ascenso MX.
Luego de un problema con Dorados, una oferta por parte del Dinamo Brest presidido por Diego Maradona que no se concretó y de llevar 6 meses en inactividad, a principios del 2019 firma con Everton. Logró destacar por sus buenas actuaciones, salvando al equipo en más de una ocasión. Es bien recordado por la hinchada viñamarina, callando bocas a medida de buenas actuaciones y tapadones, olvidando al criticado Eduardo Lobos.
A finales del 2019, la dirigencia le informó que no estaba en los planes del club. El jugador denunció haber sido despedido por mensaje de WhatsApp, pero lo cierto es que el club simplemente no le renovó el contrato.
Tras su paso por Everton, volvió a México, jugando en el Celaya y luego en el Cancún FC. En 2022 fue anunciado como nuevo jugador del Barnechea de la Primera B chilena. Para la temporada siguiente, firmó en Deportes Limache de la Segunda División chilena.

## Selección nacional
Fue convocado a la selección Argentina para un amistoso disputado contra el combinado de Panamá, en el cual el técnico Diego Maradona utilizó solamente jugadores del medio local. El partido se disputó en el Estadio Brigadier López de Colón de Santa Fe y salió 3-1 a favor de la selección Argentina. Ingresó en el segundo tiempo reemplazando a Diego Pozo, el arquero justamente de Colón de Santa Fe.
Luego jugó, como arquero titular, durante un partido contra Costa Rica, el cual el resultado salió favorable para Argentina (3-2). Campestrini tuvo una buena actuación, a pesar de haber recibido 2 goles. Por último, fue citado para el partido contra Jamaica, en Mar del Plata. En ese encuentro estuvo en el banco, debido a que Diego Maradona optó en que el arquero titular sería Nelson Ibáñez.
Campestrini peleó un lugar con Ibáñez y Pozo, para asistir al mundial de Sudáfrica 2010 como tercer arquero del plantel.

## Clubes
| Club                      | País      | Año       |
| ------------------------- | --------- | --------- |
| Rosario Central           | Argentina | 1999-2002 |
| Argentino de Rosario      | Argentina | 2002-2003 |
| Ferro Carril Oeste        | Argentina | 2003-2004 |
| Tigre                     | Argentina | 2004-2006 |
| Almirante Brown           | Argentina | 2006-2008 |
| Arsenal F.C.              | Argentina | 2008-2014 |
| Olimpia                   | Paraguay  | 2014-2015 |
| Puebla F.C.               | México    | 2015-2017 |
| Chacarita Juniors         | Argentina | 2017      |
| Dorados de Sinaloa        | México    | 2018      |
| Everton                   | Chile     | 2019      |
| Celaya F.C.               | México    | 2020-2021 |
| Cancún Fútbol Club        | México    | 2021      |
| Barnechea                 | Chile     | 2022      |
| Deportes Limache          | Chile     | 2023      |
| Barnechea                 | Chile     | 2024      |
| Universidad de Concepción | Chile     | 2025-Act. |

## Palmarés
| Título              | Club                 | País      | Año     |
| ------------------- | -------------------- | --------- | ------- |
| Primera B Metro     | C.A. Tigre           | Argentina | 2004-A  |
| Primera B Metro     | C.A. Tigre           | Argentina | 2005-C  |
| Primera B Metro     | C.A. Almirante Brown | Argentina | 2007-C  |
| Primera División    | Arsenal F.C.         | Argentina | 2012-C  |
| Supercopa Argentina | Arsenal F.C.         | Argentina | 2012    |
| Copa Argentina      | Arsenal F.C.         | Argentina | 2012-13 |
| Supercopa de México | Puebla F.C.          | México    | 2014-15 |
| Segunda División    | Deportes Limache     | Chile     | 2023    |